# Veslud
Veslud è un comune francese di 269 abitanti situato nel dipartimento dell'Aisne della regione dell'Alta Francia.

## Monumenti e luoghi d'interesse

### Cimitero militare tedesco di Veslud
Questa necropoli è sita dietro la chiesa e vi si accede tramite una scala che si trova al fondo del cimitero comunale. È stata eretta dall'Esercito imperiale tedesco dopo l'offensiva francese del 16 aprile 1917 sul Chemin des Dames. Essa contiene 1 704 corpi (croci in pietra) che riposano in tombe individuali. Gli uomini qui inumati fino all'ottobre 1918, sono dei feriti che non sono sopravvissuti alle ferite subite nell'Ospedale militare della campagna edificato nelle vicinanze e in particolare nella chiesa del villaggio che fu utilizzata come infermeria dall'esercito tedesco. Il portico della chiesa fu distrutto da un bombardamento al momento della controffensiva alleata. I Tedeschi hanno affidato la sua realizzazione a uno dei loro ufficiali che utilizzò la dinamite per realizzare le scale e le terrazze. 

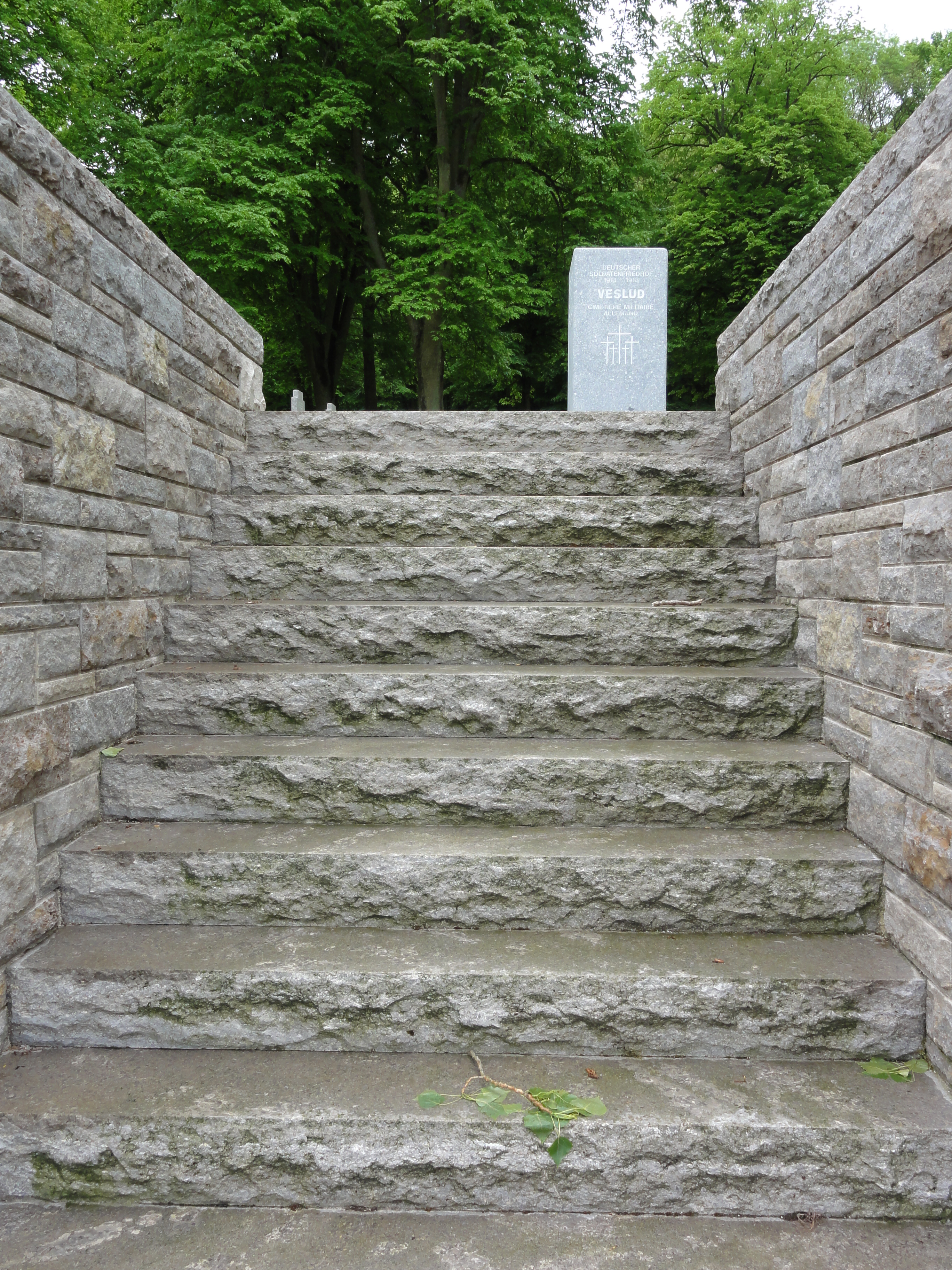
La scala che porta al cimitero tedesco.
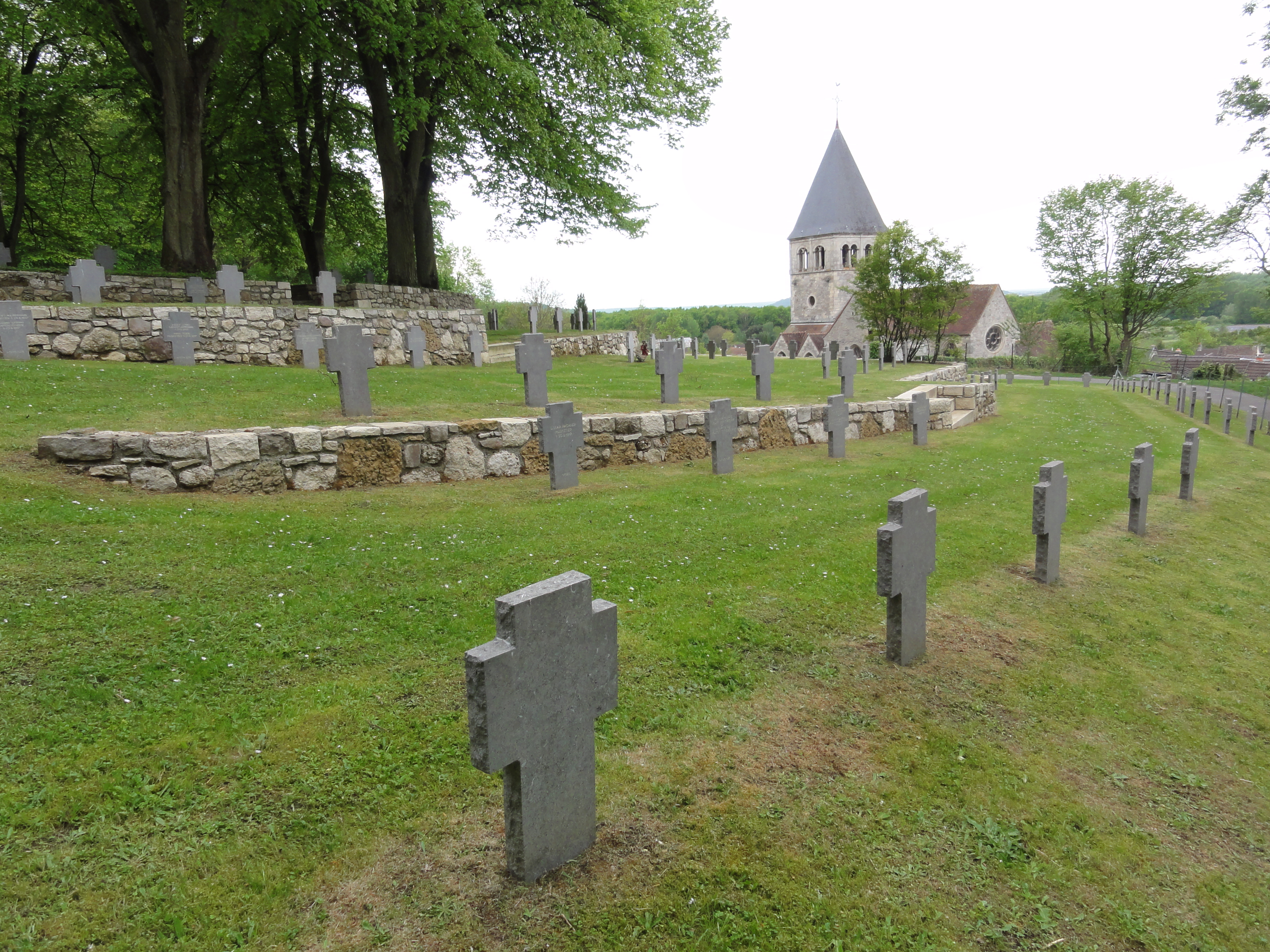
Parte bassa del cimitero tedesco.
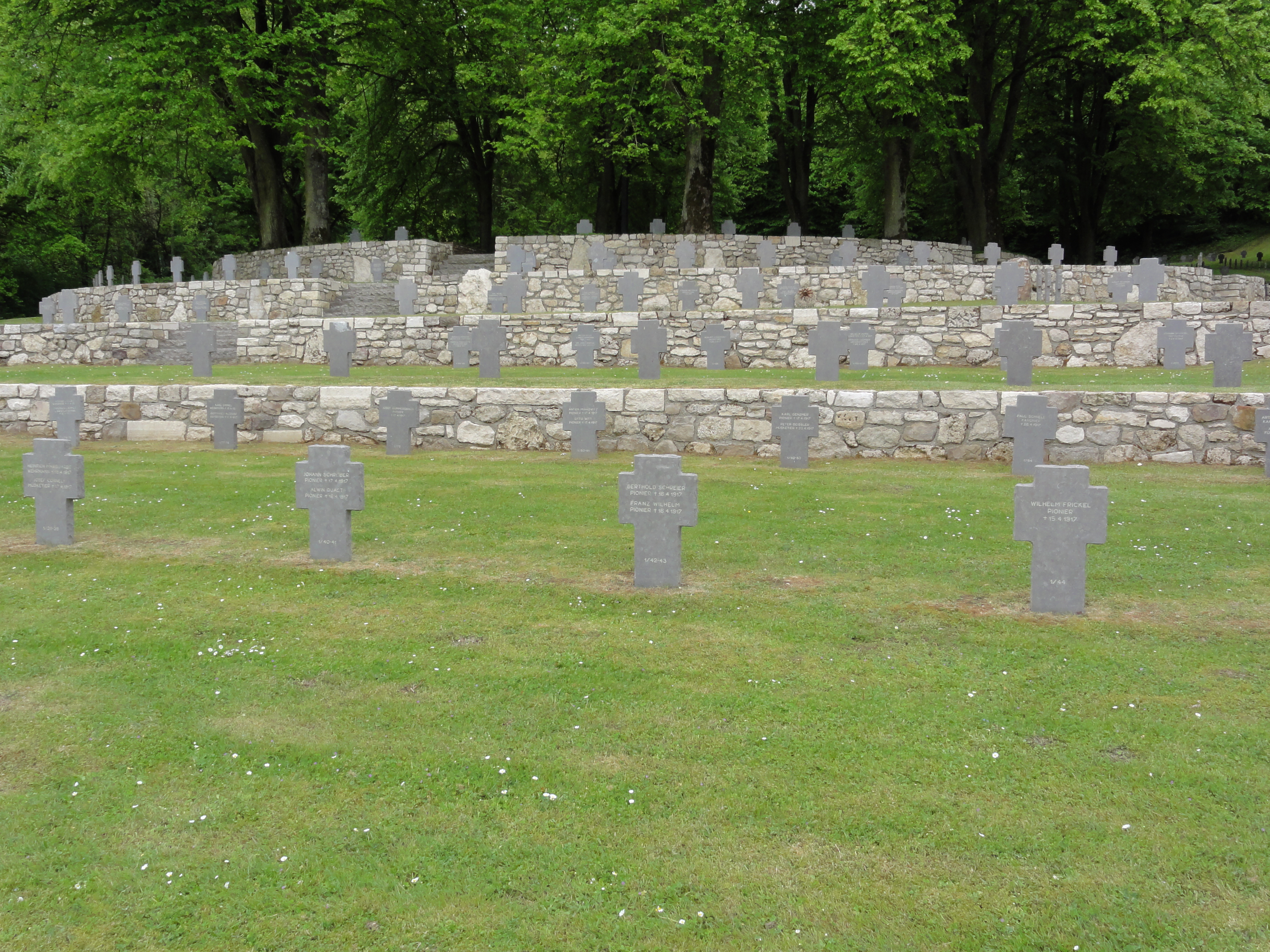
Le terrazze del cimitero tedesco.
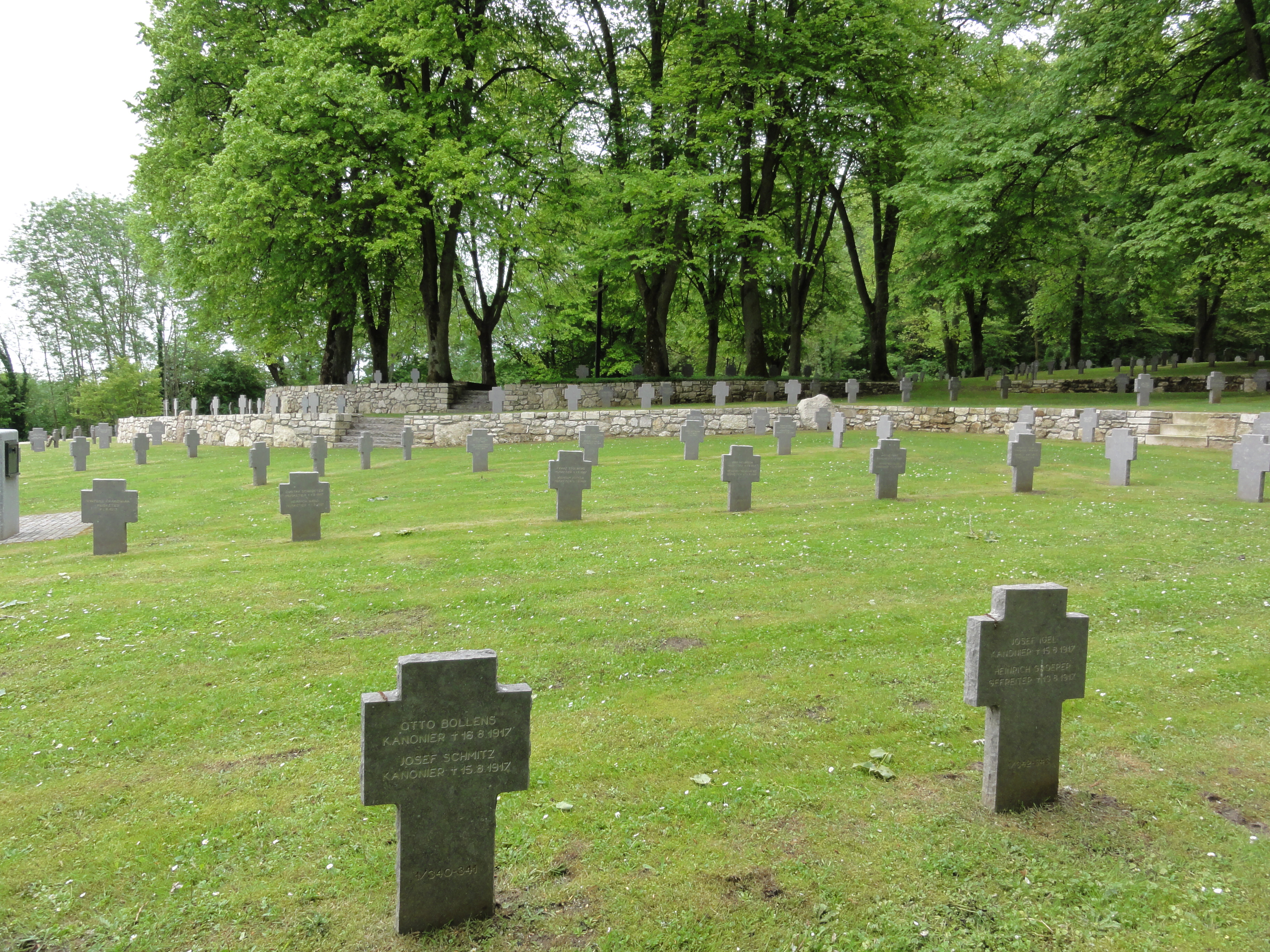
Parte alta del cimitero tedesco.
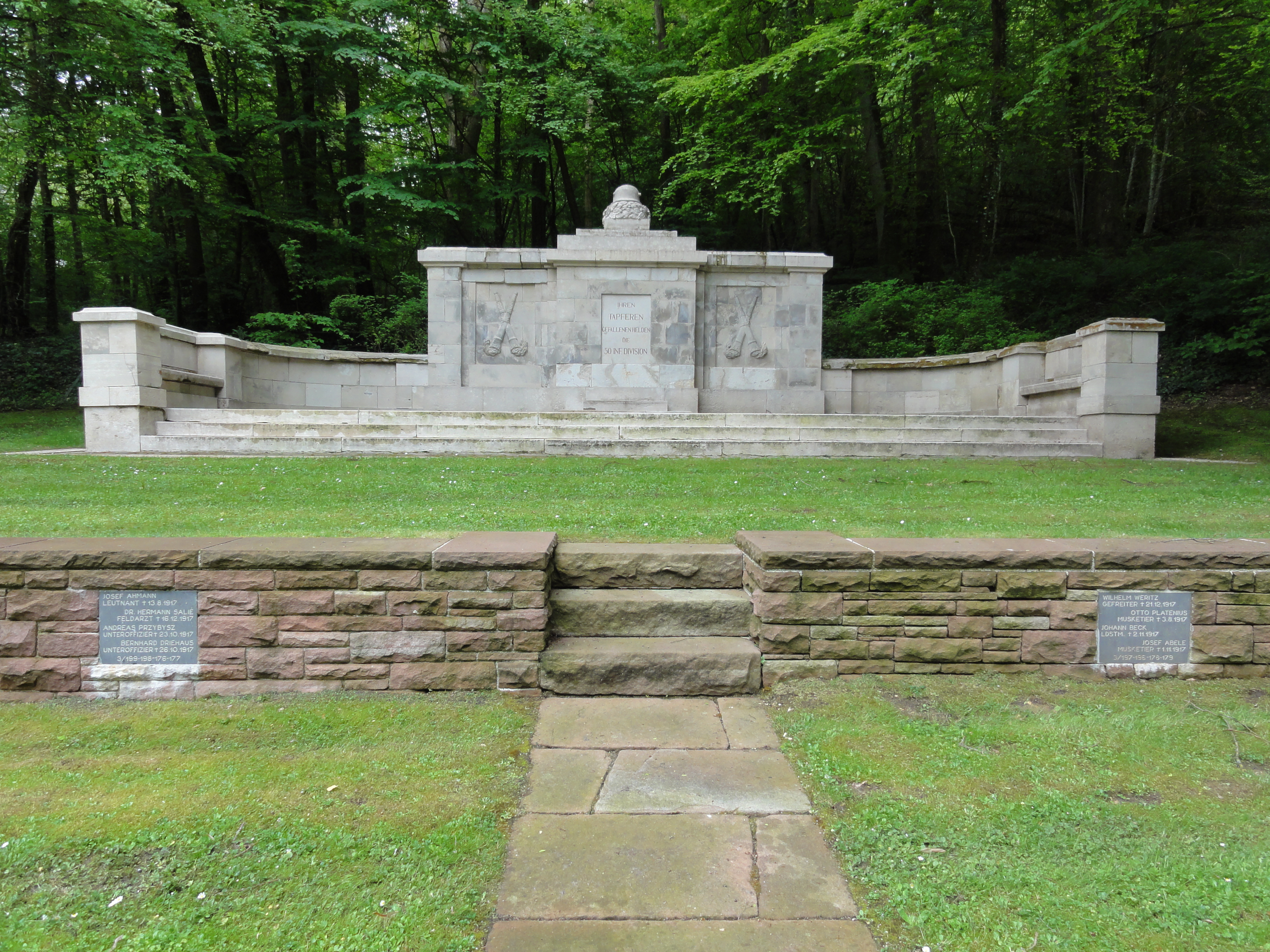
Monumento della 50ª divisione di fanteria.

## Società

### Evoluzione demografica
Abitanti censiti